# أغنية بيكهام راي (رواية)
أغنية بيكهام راي (بالإنجليزية: The Ballad of Peckham Rye)‏ هي رواية للكاتبة الإسكتلندية موريل سبارك، نشرت عام 1960، لأول مرة عن دار نشر ماكميلان.